# Ernst Faseth
Ernst Faseth (* 14. Jänner 1917 in Wien; † 22. April 2008 in Baden bei Wien) war ein österreichischer Koch, der vor allem durch eine Kochsendung im österreichischen Fernsehen bekannt wurde.

## Leben
Ernst Faseth, dessen Vater Werkzeugschlosser war, erlernte seinen Beruf bis 1934 im Südbahnhotel auf dem Semmering-Pass. Einer seiner Ausbilder dort war Robert Dorré, ehemaliger Leibkoch von Thronfolger Erzherzog Franz Ferdinand.
Nach dem Ende seiner Ausbildung arbeitete Faseth unter anderem im Salzburger Casino Mirabell und als Leibkoch von Prinzessin Stephanie von Hohenlohe in England.
Während des Zweiten Weltkriegs wurde Faseth in Russland 1942 so schwer verletzt, dass er für den Militärdienst nicht mehr tauglich war. Danach arbeitete er in der Wiener Hotelfachschule, bei der er bis zu seiner Pensionierung 1985 tätig war.
Zwischen 1962 und 1978 war er beim ORF als Fernsehkoch tätig und gestaltete rund 150 Sendungen. In dieser Zeit erreichte er große Popularität. Bis 1985 betreute er Kollegen, die ihm in dieser Funktion nachfolgten.
1964 gewann Faseth als Leiter der Lehrküche der Hotelfachschule bei der 11. Internationalen Kochkunst-Ausstellung in Frankfurt am Main eine Goldmedaille und gemeinsam mit der österreichischen Mannschaft (bestehend aus Pokorny, Helmuth Misak, Nizinsky und Hans Hofer) den Großen Preis in Gold und den Ehrenpreis der IKA.
Besonders bekannt wurde seine Kreation einer Biskuit-Süßspeise, der „Vöslauer Trauben-Weincreme-Roulade“.
Ernst Faseth war seit 1953 verheiratet. Er starb 2008 in Baden und hinterließ einen Sohn und zwei Enkelkinder. Beigesetzt wurde er in seiner Heimatgemeinde Bad Vöslau. Die Trauerrede hielt sein Kollege Franz Zodl.

## Auszeichnung
Im Dezember 1977 verlieh die Wiener Landesregierung Ernst Faseth, Hans Hofer und Helmuth Misak das Goldene Verdienstzeichen des Landes Wien. Geehrt wurden sie allerdings nicht für ihre Prominenz als Fernsehkoch, sondern für ihre Rolle als leitende Funktionäre des Verbands der Köche Österreichs und der damit verbundenen weiteren Verbesserung des internationalen Rufs der Kochkunst in Wien. Einem Bericht der Arbeiter-Zeitung vom 19. Februar 1978 zufolge erhielt er allerdings das Silberne Ehrenzeichen als Botschafter der Wiener Küche.

## Mitgliedschaften
- Präsident des Verbands der Köche Österreichs
- Generalsekretär des Weltbundes der Kochverbände (1956–1960)
- Präsident des Weltbundes der Kochverbände (1968–1972)
- Conseiller culinaire der Österreich-Bailliaga der Confrérie de la Chaîne des Rôtisseurs
- Ehrenpräsident des Vöslauer Fremdenverkehrsvereins